# Жирфонтен
Жирфонте́н (фр. Girefontaine) — коммуна во Франции, находится в регионе Франш-Конте. Департамент — Верхняя Сона. Входит в состав кантона Вовиллер. Округ коммуны — Люр.
Код INSEE коммуны — 70269.

## География
Коммуна расположена приблизительно в 310 км к востоку от Парижа, в 75 км севернее Безансона, в 31 км к северу от Везуля.
На северо-западе коммуны протекает река Сюперб.

## Население
Население коммуны на 2010 год составляло 46 человек.
| 1962 | 1968 | 1975 | 1982 | 1990 | 1999 | 2010 |
| ---- | ---- | ---- | ---- | ---- | ---- | ---- |
| 42   | 35   | 28   | 33   | 46   | 50   | 46   |

## Экономика
В 2010 году среди 27 человек трудоспособного возраста (15—64 лет) 23 были экономически активными, 4 — неактивными (показатель активности — 85,2 %, в 1999 году было 65,6 %). Из 23 активных жителей работали 21 человек (14 мужчин и 7 женщин), безработных было 2 (1 мужчина и 1 женщина). Среди 4 неактивных 2 человека были учениками или студентами, 0 — пенсионерами, 2 были неактивными по другим причинам.